# جاناتان روفوس
جاناتان روفوس (انگلیسی: Jonathan Roufosse؛ زادهٔ ۱۰ آوریل ۱۹۸۵) بازیکن فوتبال اهل فرانسه است.
از باشگاه‌هایی که در آن بازی کرده‌است می‌توان به باشگاه فوتبال کن، باشگاه فوتبال لو آور، و باشگاه فوتبال پاریس اف سی اشاره کرد.